# سياسة الطاقة في المغرب
يتم تحديد سياسة الطاقة في المغرب بشكل مستقل من قبل وكالتين حكوميتين هما: المكتب الوطني للهيدروكاربورات والمعادن الذي يحدد سياسة النفط المحلية، والمكتب الوطني للكهرباء، الذي يحدد السياسة فيما يتعلق بالكهرباء. نقطتا الضعف الرئيسيتان في سياسة الطاقة المغربية هما الافتقار إلى التنسيق بين هاتين الوكالتين ونقص تطوير مصادر الطاقة المحلية.
تتمتع البلاد ببعض احتياطيات الهيدروكربونات، معظمها في احتياطيات الغاز الطبيعي التي تم استغلالها. في الوقت الحالي، يتم إنتاج معظم الطاقة من خلال محطات الطاقة الحرارية الهيدروكربونية. ومع ذلك، فإن السياسة الحكومية تسير في اتجاه التحول إلى مزيج عالي من الطاقة المتجددة بنسبة 42% من الطاقة المتجددة المثبتة بحلول عام 2020، و52% بحلول عام 2030. تشمل مصادر الطاقة المتجددة الطاقة الكهرمائية وطاقة الرياح والطاقة الشمسية.

## النفط والغاز الطبيعي
تشير إدارة معلومات الطاقة الأمريكية إلى أن المغرب لا ينتج سوى "كميات ضئيلة من النفط والغاز الطبيعي والبترول المكرر"، ولم يتجاوز إنتاجه 5000 برميل يوميا. في حين بلغ الإنتاج السابق في أواخر التسعينيات وأوائل العقد الأول من القرن الحادي والعشرين ما يصل إلى 4700 برميل يوميًا، اعتبارًا من يونيو 2020، أفادت إدارة معلومات الطاقة الأمريكية أن إنتاج النفط في المغرب بلغ 160 برميلًا يوميًا. ويبين نفس التقرير أن احتياطيات الغاز الطبيعي أقل من مستويات الاستهلاك، وبالتالي فإن المغرب يستورد الكثير من غازه الطبيعي.
ينتج المغرب كميات صغيرة من النفط والغاز الطبيعي من حوض الصويرة وكميات صغيرة من الغاز الطبيعي من حوض الغرب. وبالتالي، يعد المغرب أكبر مستورد للطاقة في شمال إفريقيا. ارتفعت التكاليف بسرعة. وقد أدت أسعار النفط المرتفعة في عام 2005 إلى زيادة تكاليف الاستيراد إلى ما يقرب من 2 مليار دولار في العام. وفي عام 2008، بلغت التكاليف الإجمالية المتعلقة بواردات الطاقة 8 مليارات دولار. في عام 2003، أعلنت الحكومة المغربية أن الشركات الأجنبية يمكنها استيراد النفط دون دفع رسوم الاستيراد. وجاء ذلك في أعقاب قرار صدر في عام 2000 عدّل بموجبه المغرب قانونه المتعلق بالهيدروكربونات بهدف تقديم تخفيضات ضريبية لمدة عشر سنوات لشركات إنتاج النفط البحرية وتقليص حصة الحكومة في امتيازات النفط المستقبلية إلى حد أقصى قدره 25%. وكان من المقرر تحرير قطاع الطاقة بأكمله بحلول عام 2007.
أصبح المكتب الوطني للهيدروكربونات والمعادن متفائلاً بشأن العثور على احتياطيات إضافية - وخاصة في البحر - بعد الاكتشافات في موريتانيا المجاورة. وفي نهاية عام 2005، بلغ عدد الشركات الأجنبية العاملة في المغرب 19 شركة، بإجمالي استثمارات تقدر بنحو 56 مليون دولار سنويا. في مايو 2004، حصلت المؤسسة الوطنية الصينية للنفط البحري على ترخيص للحفر بالقرب من أكادير. وفي أبريل 2004، وقّعت شركة نورسك هايدرو النرويجية عقد استكشاف مدته 12 شهراً في منطقة شمال غرب البحر الصافي، في حين وقعت شركة ميرسك الدنمركية اتفاقية مدتها ثماني سنوات لثماني كتل بالقرب من طرفاية. في مارس 2004، تعهدت شركة ستراتيك إنرجي، التي يقع مقرها في كالغاري، ببرنامج استكشاف مدته ثلاث سنوات في منطقتين بريتين في شمال غرب المغرب. يغطي الامتيازان ما يقرب من 4,000 كـم2 (1,544 ميل2). وتشمل الشركات الأجنبية الأخرى العاملة في مجال الاستكشاف شركة بتروناس، وكوبر إنرجي، وشل، وتوتال، وتيوللو أويل.
كانت عمليات استكشاف المغرب للحفر البحري والبري للنفط في الصحراء المغربية، والتي يُعتقد أنها تحتوي على احتياطيات قابلة للاستخدام من الهيدروكربون، مثيرة للجدل. وكانت الشركات الأجنبية العاملة بموجب الامتياز المغربي في الصحراء المغربية ــ شركات مثل توتال، وسفيتزر، ونوبك، وكير ماكجي ــ هدفا لحملات احتجاج دولية بشأن المنطقة المتنازع عليها. وفي نهاية المطاف، أنهت جميعها عملياتها في الصحراء المغربية وسط احتجاجات من الحكومة الصحراوية المنفية والجماعات المؤيدة للصحراويين. كانت شركة كير-ماكجي قد حصلت على عقود استكشاف من الحكومة المغربية في عام 2001، ولكنها انسحبت في عام 2006، معللة ذلك بأن احتياطيات النفط والغاز المحتملة لم تكن واعدة كما أشارت البيانات السابقة. وتبع ذلك اتفاق بين شركة النفط الأمريكية كوزموس إنيرجي ووزارة الموارد الطبيعية والمعادن المغربية إلى جانب المكتب الوطني للهيدروكربونات والمعادن. ومنذ ذلك الحين، قررت شركة كرونوس الانسحاب، مشيرة أيضاً إلى عدم كفاية موارد الهيدروكربون، لكنها أضافت أن السبب وراء القرار كان متأثراً "بحساسية المنطقة ومتطلبات القانون الدولي" كما هو مبين في الرأي القانوني للأمم المتحدة لعام 2002 بشأن استكشاف الموارد وتطويرها في الأقاليم غير المحكومة ذاتيا.
ويُعدُّ المغرب مركز عبور لصادرات الغاز الجزائري إلى إسبانيا والبرتغال. ويتم نقل هذه الغازات عبر مضيق جبل طارق عبر خط أنابيب الغاز المغاربي الأوروبي ؤالذي تبلغ طاقته الإنتاجية ما بين 300 إلى 350 مليار قدم مكعب سنويا. سيتم استخدام الغاز الطبيعي من خط أنابيب (MEG) لتشغيل مشروع الطاقة المغربي في سد الوحدة.

### التكرير
يوجد في المغرب مصفاتان مملوكتان لشركة كورال القابضة للشركة المغربية لصناعة التكرير (سامير) التي يقع مقرها في السعودية. وتقع المصفاتين في المحمدية وسيدي قاسم وتبلغ طاقتهما الإجمالية 24،627.3 متر مكعب/يوم (154،901 برميل/يوم). وفي عام 2004، عادت مصفاة المحمدية إلى مستويات الإنتاج بكامل طاقته تقريباً، بعد استكمال الإصلاحات اللازمة بعد الفيضانات الشديدة والحريق الهائل في نوفمبر 2002. وبفضل الإصلاحات المكتملة، ارتفع إنتاج المصفاة بنسبة 49% في عام 2004. تنتج مصفاة المحمدية حاليا ما بين 80 إلى 90 بالمائة من المنتجات النفطية المكررة في البلاد. في يونيو 2005، منحت شركة سامير عقدا بقيمة 628 مليون دولار لتحديث مصفاة المحمدية إلى اتحاد شركات بقيادة شركة سنامبروجيتي الإيطالية وشركة تكفين التركية. ويأمل المغرب أن يساعد تطوير المصفاة في إعدادها للمنافسة مع المنتجين الأجانب عندما يتم تحرير السوق في عام 2009. ومن المتوقع أن يكتمل التطوير في عام 2008.

## الصخر الزيتي
تبلغ احتياطيات الصخر الزيتي العشرة المعروفة في المغرب أكثر من 8.4869×109 م3 (53.381 جـ.برميل) من النفط الصخري. رغم أن الصخر الزيتي المغربي كان محل دراسة منذ ثلاثينيات القرن العشرين، وكانت هناك عدة مرافق تجريبية لإنتاج الزيت الصخري، إلا أنه لا يوجد إنتاج تجاري للنفط الصخري حتى الآن. توجد أهم الرواسب في تيمحضيت (جبال الأطلس المتوسط) وطرفاية (أقصى جنوب غرب المغرب).

## الكهرباء
كان قطاع الكهرباء في المغرب يخضع تقليديا لإدارة المكتب الوطني للكهرباء (ONE) المملوك للدولة، والذي أعادت الحكومة تنظيمه في عام 1995 من أجل استعادة الربحية. نتيجة للنمو السكاني والتطور الاقتصادي، يتزايد الطلب على الكهرباء في المغرب بسرعة. بلغ استهلاك الكهرباء السنوي في البلاد 33.5 تيراواط ساعة في عام 2014.
أدى نقص الكهرباء والرغبة في السيطرة على الإنفاق العام إلى دفع الحكومة المغربية إلى الاستفادة بشكل أكبر من القطاع الخاص لتلبية احتياجات البلاد من الطاقة. ومن المرجح أن تنخفض حصة الدولة في توليد الكهرباء إلى 40% بحلول عام 2020. ومع ذلك، سيظل المكتب الوطني للكهرباء مسؤولا وحده عن توزيع ونقل الكهرباء في المغرب.
في عام 2003، بلغت القدرة المركبة لتوليد الكهرباء في المغرب 4,8 جيجاوات. تعتبر محطتا توليد الكهرباء الأكبر في البلاد في المحمدية والجرف الأصفر كلاهما تعملان بالفحم. يتم استيراد معظم الفحم من جنوب إفريقيا، على الرغم من أن المغرب اشترى الفحم البولندي لمحطة الطاقة الجرف الأصفر في أبريل 2005. أوقف المغرب إنتاج الفحم في عام 2000، عندما تم إغلاق منجم الفحم جرادة. أصبح الجرف الأصفر أول محطة طاقة مملوكة للقطاع الخاص في المغرب في عام 1997، عندما استحوذ عليها اتحاد أمريكي سويسري. قام الائتلاف التجاري بتوسيع طاقة المحطة إلى 1400 ميجاوات في عام 2001.
ويأتي توسيع محطة الجرف الأصفر في إطار حملة أوسع نطاقا لزيادة القدرة على توليد الكهرباء في المغرب. في عام 2005، وكجزء من خطة الحكومة المغربية، بدأ تشغيل محطة للطاقة بالدورة المركبة بقدرة 350-400 ميجاوات وتكلفة 500 مليون دولار في تهدارت. المحطة مملوكة للمكتب الوطني للكهرباء (48%) وشركة إنديسا (Endesa) (32%) وشركة سيمنز (20%). بالإضافة إلى محطة تهدارت، منح المكتب الوطني للكهرباء لشركة إنديسا حقوق تطوير محطة للطاقة تعمل بالغاز ذات وحدتين بقدرة 800 ميغاواط في إقليم سيدي قاسم، مع تحديد تاريخ الانتهاء في عام 2008 [لم يكتمل المشروع بعد في عام 2010]. ويدرس المكتب الوطني أيضا إنشاء محطة أخرى لتخزين المياه في منطقة أزيلال جنوب الرباط.

### الطاقة المتجددة
تؤدي الطاقة المتجددة دوراً رئيسياً في خطة تطوير الطاقة التي وضعها المكتب الوطني للكهرباء والماء الصالح للشرب بقيمة 3.4 مليار دولار، والتي أعلن عنها في يناير 2004. وكان الهدف هو توفير الكهرباء لـ80% من المناطق القروية بحلول عام 2008، مع زيادة حصة الطاقة المتجددة من 0.24% في عام 2003 إلى 10% في عام 2011. وفي عام 2009، تم تقديم خطة وطنية جديدة للطاقة المتجددة في محاولة للحد من الاعتماد على واردات النفط والغاز. يدعم الإطار التنظيمي في المغرب بشكل عام استخدام الطاقة المتجددة في قطاع الكهرباء، حيث تم الإعلان عن القانون 13-09 ("قانون الطاقة المتجددة") في عام 2010. رغم أن المغرب يفتقر إلى رواسب كبيرة من الوقود الأحفوري، فإنه يمتلك الكثير من الموارد للطاقة الشمسية وطاقة الرياح والطاقة الكهرومائية. ومن المقرر أن تصل نسبة الطاقة المتجددة إلى 52% بحلول عام 2030. ونتيجة لذلك، أصبحت المملكة "في طليعة تطوير نموذج منتج الطاقة المستقل لمحطات المرافق العامة واسعة النطاق في شمال إفريقيا".

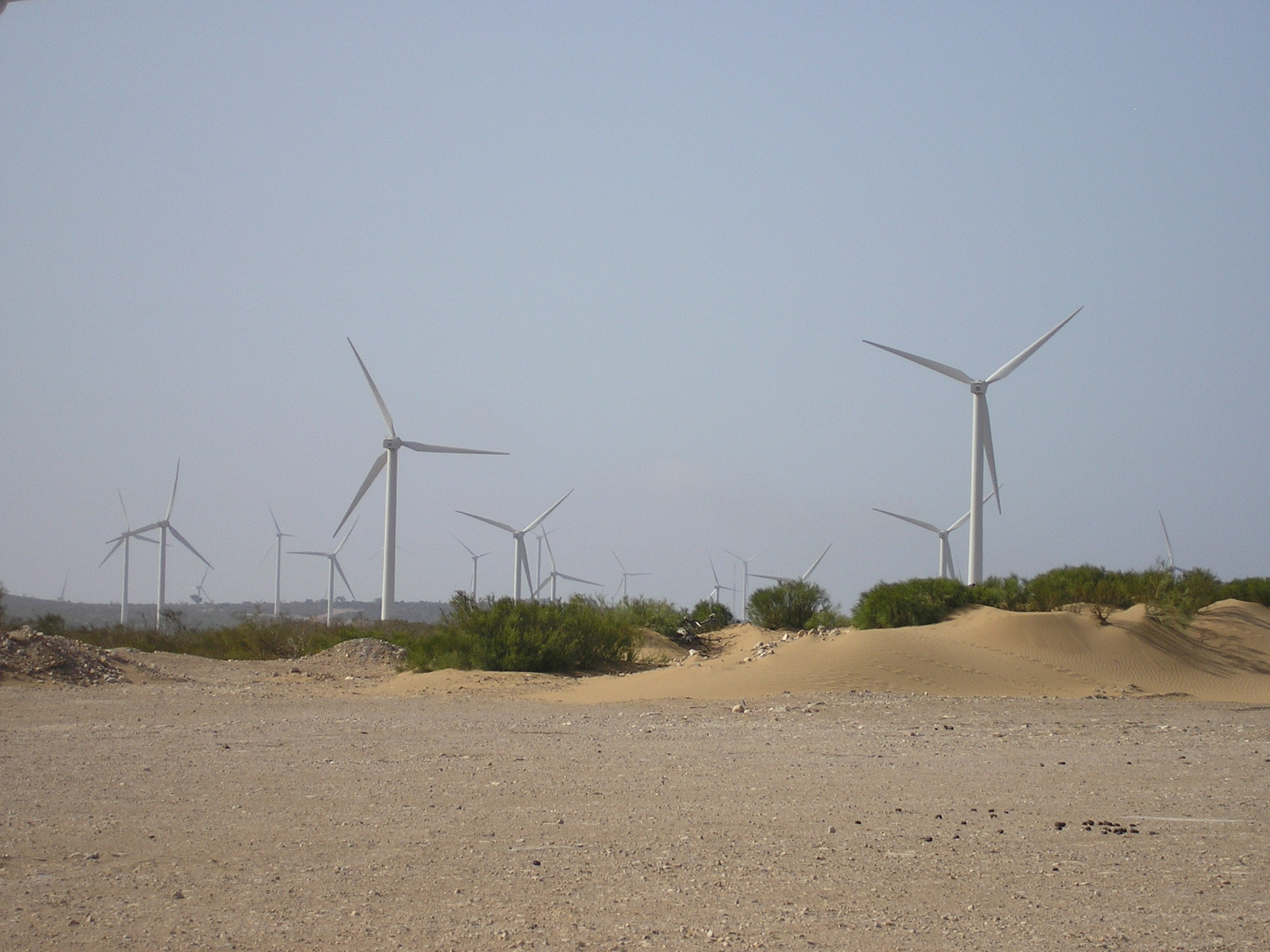
مزرعة الرياح أمكدول بالصويرة

#### طاقة الرياح
حدد المغرب هدفًا يتمثل في إنتاج 2 جيجاوات من طاقة الرياح؛ وهو جزء من مشروع طاقة الرياح المتكامل المغربي الذي بدأ في عام 2010.
اعتبارًا من عام 2016، يوجد بالمغرب ثماني مزارع رياح ( الطريس، أمكدول، لافارج، أخفنير، العيون، طنجة 1، سيمار، حومة) بإجمالي قدرة تشغيلية تبلغ 487 ميجاوات؛ ومن المتوقع تركيب ست مزارع رياح أخرى بحلول عام 2020 بإجمالي قدرة 1000 ميجاوات.

#### الطاقة الشمسية
في نوفمبر 2009، أعلن المغرب عن مشروع للطاقة الشمسية بقيمة 9 مليارات دولار، وقال المسؤولون إنه سيشكل 38% من توليد الطاقة المركبة في الدولة الواقعة في شمال إفريقيا بحلول عام 2020. وسيتم تمويل المشروع من مزيج من رأس المال الخاص ورأس المال الحكومي. وشمل المشروع خمسة مواقع لتوليد الطاقة الشمسية في جميع أنحاء المغرب وكان من المقرر أن ينتج 2000 ميغاواط من الكهرباء بحلول عام 2020. ومن شأنه أن يضيف إنتاجًا يعادل الاستهلاك الحالي للكهرباء في العاصمة التجارية للبلاد، الدار البيضاء. في عام 2018، أفادت التقارير أن مشاريع الطاقة الشمسية في البلاد تقودها الوكالة المغربية للطاقة المستدامة، والتي كانت تُعرف سابقًا باسم الوكالة المغربية للطاقة الشمسية، والتي تم إنشاؤها في عام 2010 لقيادة برنامج الطاقة الشمسية في البلاد. وفي ذلك الوقت، أعربت ألمانيا أيضًا عن استعدادها للمشاركة في تطوير مشروع الطاقة الشمسية في المغرب، وكذلك المشاركة في تطوير محطة لتحلية مياه. تدير الوكالة المغربية للطاقة الشمسية مرافق الطاقة الشمسية المركزة (CSP) والطاقة الكهروضوئية (PV) لمشروع الطاقة الشمسية منذ عام 2015. كانت الدولة رائدة في مجال تكنولوجيا الطاقة الشمسية من خلال الاستثمار في برنامج الطاقة الشمسية المركزة (CSP) في منطقة الشرق الأوسط وشمال إفريقيا.
يُعدُّ مشروع نور للطاقة الشمسية أكبر مشروع للطاقة الشمسية المركزة في المغرب، ويقع في مدينة ورزازات، على حافة الصحراء الكبرى. يتكون المشروع من 3 مراحل: نور 1، ونور 2، ونور 3. ويحظى مشروع نور بدعم من نظام التشييد والتشغيل ونقل الملكية بين شركة أكوا باور، والوكالة المغربية للطاقة الشمسية، وشركة أريس، وشركة تي إس كيه. تم افتتاح المرحلة الأولى من البرنامج – نور 1 – في فبراير 2016. تستخدم محطة نور 1 نحو 500 ألف عاكس مكافئ لتوليد ما يصل إلى 160 ميغاواط من الكهرباء، مما يجعلها واحدة من أكبر محطات الطاقة الشمسية في العالم. ويتكون البرنامج من مرحلتين - نور 2 ونور 2- وكان من المقرر تشغيلهما بحلول عام 2018. بالإضافة إلى مشروع الطاقة الشمسية المركزة، يعمل المغرب أيضًا على تطوير برنامج نور 1 للطاقة الكهروضوئية والمرحلة الأولى من نور ميدلت، والتي تستخدم بشكل أساسي الطاقة الكهروضوئية لزيادة توليد الكهرباء من الطاقة الشمسية. وكان من المقرر أن يبدأ تشغيل مجمع محطة نور بأكمله في عام 2018. من المفترض أن تبلغ قدرة المجمع 582 ميجاوات، والتي يمكن استخدامها لتوفير الكهرباء لـ 1.1 مليون منزل. من عام 2010 حتى عام 2015، زادت الكهرباء المولدة من الطاقة الشمسية وطاقة الرياح بمقدار أربعة أضعاف تقريبًا.

#### الطاقة الكهرومائية
يتمتع المغرب بموارد متجددة إضافية يمكن تطويرها، بما في ذلك الأنهار الأربعة الدائمة في البلاد والعديد من السدود ذات الإمكانات الكهرومائية. تبلغ القدرة المركبة للطاقة الكهرومائية في المغرب 1770 ميجاوات. في مايو 2005، اختار المكتب الوطني للكهرباء شركة تيمسول (Temsol) لتنفيذ مشروع بقيمة 27.6 مليون دولار أمريكي لتوفير الطاقة الشمسية لـ 37 ألف منزل قروي بحلول عام 2007. وتم منح عقود مماثلة في مايو 2002 إلى اتحاد شركات بقيادة شركة توتال إينرجي، وفي يناير 2004 إلى شركة أبيكس-بي بي (Apex-BP). في الوقت الحاضر، لا يحصل سوى 55 بالمائة من القرى النائية على الكهرباء.

#### طاقة الكتلة الحيوية
تعتبر الكتلة الحيوية أيضًا أحد المصادر المتجددة التي تمتلكها الدولة بكثرة، مع إمكانات تصل إلى 12568 جيجاوات ساعة سنويًا و13055 جيجاوات ساعة سنويًا في الطاقة الحيوية الصلبة ومزيج من الغاز الحيوي والوقود الحيوي. ومع ذلك، لم تستغل الدولة سوى أقل من 1% من هذه الإمكانات، وذلك بسبب ارتفاع تكاليف الاستثمار وعدم كفاية المعرفة بعملية الإنتاج.

### الطاقة النووية
أبدى المغرب اهتمامه بالطاقة النووية لتحلية المياه وأغراض أخرى. وفي سبتمبر 2001، وقّعت الحكومة اتفاقية مع الولايات المتحدة تحدد الأساس القانوني لبناء مفاعل نووي للأبحاث بقدرة 2 ميغاواط. وقع المغرب اتفاقية مع شركة جنرال أتوميكس الأمريكية لبناء مفاعل أبحاث شرق الرباط.

## التكامل الإقليمي
يسعى المغرب تدريجيا إلى دمج شبكته الكهربائية مع شبكات جيرانه في إفريقيا وأوروبا. ترأست لجنة الكهرباء المغاربية عملية التكامل المغاربي، من خلال مبادرات التكامل المادي التي بدأت في تسعينيات القرن العشرين. وفي مايو 2003، التقى ممثلو المغرب مع وزراء الطاقة من بلدان أوروبية ومتوسطية أخرى لمناقشة جدوى تكامل سوق الكهرباء. وفي ديسمبر 2005، وقع المغرب والجزائر وتونس والاتحاد الأوروبي اتفاقية تمويل ستغطي التكاليف المتعلقة بدراسة سوق الكهرباء داخل البلدان الثلاثة وكيفية اندماجها في سوق الكهرباء الأوروبية.
وترتبط شبكات تونس والجزائر والمغرب بالفعل بالشبكة الأوروبية التي تديرها الشبكة الأوروبية لمشغلي أنظمة نقل الكهرباء، وهو ما سمح لهذه البلدان الثلاثة بربط أنظمة الكهرباء الخاصة بها بسوق الطاقة الموحدة للاتحاد الأوروبي، وأن تكون في قلب الحوار في إطار الشراكة الأورومتوسطية للطاقة.